# Adarrus bellevoyei
Adarrus bellevoyei är en insektsart som beskrevs av Puton 1877. Adarrus bellevoyei ingår i släktet Adarrus och familjen dvärgstritar. Inga underarter finns listade i Catalogue of Life.